# Catherine Leutenegger
Catherine Sylvie Leutenegger (* 5. Mai 1983 in Lausanne; heimatberechtigt in Eschlikon) ist eine bildnerische Künstlerin und Fotografin.

## Leben und Werk
Leutenegger erlangte 2007 an der École cantonale d’art de Lausanne einen Master of Arts in visueller Kommunikation und Fotografie.
Als Fotografin übernahm sie Aufträge für Presseerzeugnisse wie die Neue Zürcher Zeitung, die Weltwoche und Institutionen wie Museen. Ihr Werk umfasst auch Installationen. Die in den Jahren 2007 bis 2012 entstandene Installation Kodak City zeigt die Entwicklung der Stadt Rochester (New York), die – bis zum Siegeszug der Digitalfotografie – stark von den dortigen Produktionsstätten der Firma Kodak geprägt war. Gleichzeitig ist die Installation auch eine Hommage an den Fotopionier George Eastman, dessen Heimatstadt Rochester war. Die Installation war 2019 an der Chennai Photo Biennale zu sehen. Zur Installation erschien auch ein Fotoband.
2024 stellte sie in den Kunstkästen in Schaffhausen aus. Sie stellte Fotografien aus, die sie – statt klassischen Kameras – mit hochauflösenden wissenschaftlichen Scannern vom «Innenleben» der Pflanzen aufgenommen hatte.

## Auszeichnungen (Auswahl)
- Manor Kunstpreis: 2006
- Eidgenössischer Preis für Design: 2006, 2008
- Waadtländer Kulturpreis: 2018

## Publikationen
- A. D. Coleman, Urs Stahel, Joerg Bader (Hrsg.): Kodak City. Kehrer, Heidelberg/Berlin 2014, ISBN 978-3-86828-462-1.